# Добролюбов, Иоанн Васильевич
Иоанн Васильевич Добролюбов (19 мая 1837, Скопин, Рязанская губерния, Российская империя — 6 мая 1905, Зарайск, Рязанская губерния, Российская империя) — рязанский историк, священнослужитель.

## Биография

### Семья
- отец: Добролюбов, Василий Петрович (1814—1896) — архимандрит и наместник Николо-Радовицкого и Троицкого монастырей.
- мать: Анна Ивановна (ур. Голубева, 1819—1841)
- сестра: Ольга (1838—1839)
- брат: Симеон (1839—1840)
- дед: соборный диакон в Скопине
- жена: Софья Ивановна (ур. Успенская; 1844—1872)
- сын: Владимир (1866—1902) — учился в 1-й рязанской мужской гимназии, по окончании которой поступил на юридический факультет Московского университета.
- дочь: Анна (1869 — после 1872)

### Ранние годы (1837—1867)
Будущий историк родился 19 мая 1837 года в Скопине в семье священника. Мать, Анна Ивановна, скончалась 14 сентября 1841 года от простуды в возрасте 22 лет, когда Ивану было 4 года.
В 1850 году он поступил в Скопинское духовное училище, где его отец, с 1845 года был инспектором. В 1854 году он получил право продолжить учёбу в Рязанской духовной семинарии. В это время отец, после принятия в Спасском монастыре пострига, с наречением имени Владимир был назначен инспектором Рязанского духовного училища.
В списке учеников за 1854/1855 учебный год имя Ивана Добролюбова по успеваемости было вторым с оценкой «весьма хороших» способностей, «весьма усердного» прилежания и «весьма хороших» успехов; первым был Пётр Палицын. В фонде Рязанской духовной семинарии сохранились темы сочинений, которые давались учащимся: «Понятие молитва», «Понятие юность», «Понятие надежда», «Не презирай ничьего совета», «Не радуйся несчастию ближнего» и тому подобные. В списке учеников семинарии высшего отделения «Б» второго класса за 1858/59, 1859/60 годы у Ивана Добролюбова отмечались «очень хорошие» способности, «весьма ревностное» прилежание и «хорошая» успеваемость.
В 1860 году И. Добролюбов окончил курс Рязанской духовной семинарии и 15 июля 1861 года был определён учителем 2-го Рязанского духовного училища низшего отделения, где служил до марта 1865 года.
В это время его отец, уже игумен Владимир, был ещё инспектором Рязанского духовного училища: и 1-го, и 2-го. Некоторое время они вместе служили в одном духовном учебном заведении, оставив о себе хороший след в сердцах учителей и учеников.
Иоанн Добролюбов женился на дочери вдовы протоиерея Зарайского соборного храма Софье, а вскоре, 26 марта 1865 г., архиепископом Рязанским Иринархом был назначен священником Спасской церкви села Клинска Михайловского уезда.
16 декабря 1866 г. у Ивана Добролюбова родился первенец, которого назвали Владимиром.

### Зарайск (1867—1899)
22 июля 1867 г. Иоанн Добролюбов был переведен в Троицкую церковь г. Зарайска, затем (8 апреля 1870 г.) — в Соборную церковь.
Его отец, бывший в это время в Николо-Радовицком монастыре, писал архиерею Алексию (Ржаницыну) о своей радости по этому поводу:
К светлому празднику Христову, Вы, Ваше Высокопреосвященство, оказали мне величайшую милость, переместив сына моего в соборный храм. Приемлю это, как свидетельство Вашего особенного благоволения к моему недостоинству, и благодарность мою к Вашему Высокопреосвященству постараюсь показать в точнейшем исполнении Вашей Архипастырской воли.
Одновременно о. Иоанн был назначен преподавателем латинского языка, а позже и священной истории Зарайского духовного училища, где неоднократно избирался членом правления от учителей. Латинский язык он преподавал в первых двух классах.
11 июня 1869 года у него родилась дочь, которую назвали Анна, в честь матери Иоанна. Вскоре, 26 июля 1872 года, скончалась от чахотки жена, затем — дочь.
В 1877 году появилась его первая историческая статья: «Зарайский Николаевский собор», опубликованная в «Рязанских епархиальных ведомостях». Затем появилось ещё несколько статей в ряде журналов. И вскоре в научных кругах за И. В. Добролюбовым утвердилась слава наиболее крупного специалиста по церковной истории Рязанского края.
Этому способствовал, в первую очередь, выход в свет в 1884 году первого тома «Историко-статистического описания церквей и монастырей Рязанской епархии». Этот труд был по достоинству оценён не только историками, но был удостоен внимания архиепископа Рязанского и Зарайского Феоктиста (Попова). В своем письме он пишет, что пользуется «…доселе лестным вниманием Его Высокопреосвященства, особенно заявленным мне при издании мной III и IV тома моего описания церквей Рязанской епархии…».
Основатель Рязанской губернской ученой архивной комиссии А. В. Селиванов писал:
… из лиц, сочувствовавших проекту, я могу назвать немногих. Всего более был заинтересован этим священник И. В. Добролюбов, который, подобно мне, приходил в восторг от самой идеи… Он весь был погружен в архивные изыскания, как крот, с утра до вечера, окруженный целыми ворохами книг, рылся в пыльных и полусгнивших от времени рукописных материалах, которые доставал, где только мог… Добролюбов был как бы создан для специально архивных работ: скромный, никогда ни с кем не споривший, живший, как средневековый аскет, наивный, чистый, как дитя, несмотря на свой немолодой возраст, но в то же время жизнерадостный…
Редкий выпуск трудов комиссии выходил без какого-либо сообщения Добролюбова. Здесь им были обнародованы материалы по истории рязанской епархии, о деяниях местных архиереев (Симон (Лагов), Гавриил (Бужинский)) и др. Тематика его сообщений не ограничивалась историей ортодоксального православия: ряд ценных публикаций касался истории старообрядчества в губернии (секты молокан, скопцов).
В 1893 году Иоанн Добролюбов оставил учительство, а в 1898 году и штатную должность священника и сосредоточился на своих учёных занятиях. В это время он стал членом-корреспондентом церковно-археологического общества Киевской духовной академии, а общим собранием Тамбовской архивной комиссии был избран её действительным членом.
В 1895 году И. В. Добролюбов в ответ на призыв известного историка Д. И. Иловайского составить справочник о наиболее выдающихся деятелях, родившихся на Рязанщине, приступил к работе над «Библиографическим словарем писателей, ученых и художников уроженцев (преимущественно) Рязанской губернии».
Уже через два года в приложениях к «Трудам» РУАК появилась первая тетрадь словаря.
Добролюбов поддерживал дружеские отношения с писателем-народником Г. А. Мачтетом.
Период их интенсивного общения относится к 1893—1896 гг., когда Мачтет проживал в Зарайске под надзором полиции. Одновременно, Добролюбов контактировал с известным либеральным историком П. Н. Милюковым, находившимся в Рязани в ссылке.

### Омск (1899—1903)
Зимой 1899 года Добролюбов покинул Зарайск и отправился к сыну, в Омск, где тот по долгу службы жил с 1894 года.
Здесь он активно работал над составлением «Материалов для библиографии Рязанского края», пополнил архив РУАК найденными в Сибири древними актами, касавшимися Рязанского края, а музей — новыми экспонатами. Вёл активную переписку с членами комиссии: А. И. Черепниным, С. Д. Яхонтовым и др. Продолжал работу над «Библиографическим словарем».
Когда И. В. Добролюбов в очередной раз из Омска приехал в родной Зарайск, чтобы продать дом, он писал Черепнину:
Адреса не сообщаю, я поселился недалеко от прежнего своего жилища. Почтальоны знают мою квартиру. Устроился отлично. Хозяйка ухаживает за мною не хуже любой сестры милосердия. С домом разделался и теперь без вреда для ближних буду готовиться в дальний путь

### Зарайск (1903—1905)
После внезапной смерти сына он вновь вернулся в Зарайск и жил «против крепости в доме Глеба Ив. Ловцева» — кладбищенского диакона: «Живу пока у пчеломора в каморке, хотелось бы скорее перебраться в свой угол. Усерднейше прошу Вас справиться у моего ментора Виктора Антоновича о дне, в который мне можно и должно явиться в суд по делу о доме».
Это его последнее письмо, которое сохранилось в фонде Черепнина. Он так и не переехал в собственный дом в Зарайске.
Здесь он до самой смерти работал над словарем. Работа приближалась к концу, но И. В. Добролюбову не суждено было закончить свой труд до конца. Он умер 6 мая 1905 г. с карандашом в руке.
Отпевание было совершено в Соборном храме Зарайска, в котором он прослужил не один десяток лет. Последней волей усопшего было: передать его семейную библиотеку в дар архивной комиссии.

## Мнение современников
В апреле 1889 года «Историко-статистическое описание церквей и монастырей Рязанской епархии» легло на стол обер-прокурору Святейшего Синода К. П. Победоносцеву, который поблагодарил комиссию за доставление ему столь ценного издания.
На работы Добролюбова обращал внимание читателей известный историк В. С. Иконников в своем капитальном труде «Опыт русской историографии».
«Одним из самых ревностных к науке членов ученой Рязанской комиссии» считал И. В. Добролюбова редактор и издатель журнала «Русская старина» М. И. Семевский.

## Труды Добролюбова
- Добролюбов И. В. Историко-статистическое описание церквей и монастырей Рязанской епархии, ныне существующих и упраздненных со списками их настоятелей за XVII, XVIII и XIX столетиями и библиографическими указаниями. — Зарайск, Рязань, 1884−1891. — Т. I−IV.
- Добролюбов И. В., Яхонтов С. Д. Библиографический словарь писателей, ученых и художников, уроженцев (преимущественно) Рязанской губернии. Рязань, Рязанская арх. комиссия, 1910. 352 с.
- Добролюбов И. В. Церкви и монастыри в городе Муроме и его уезде, в конце XVII столетия // Владимирские Епархиальные ведомости. 1885. № 19-22, 1886 № 2, 3, 5, 7.